# Tacit Fury
Tacit Fury — российская музыкальная группа, играющая в стиле Дэт-дум-метал (с 2001 по 2008 г.), а ныне в стиле Дэт-метал (с 2010 г.). Основана в 2001 году в городе Волгоград, Россия.

## История
Волгоградский период
Группа Tacit Fury была образована 3 июня 2001 года в Российской Федерации (г. Волгоград). Изначальным названием группы было Damned For Eternity (до конца 2002 г.)
Осенью 2001 года группа сделала свои первые шаги и было записано несколько композиций, которые представляли собой домашнюю демозапись, получившую название «The Voice Of Prophecy». Позже, летом 2002 года был выпущен дебютный альбом «Imaginary Suffering», после которого коллектив достаточно плотно выступал и претерпевал смены в составе.
Совместно с мексиканским лейблом «WitchCraft Records (American Line Prods)» 14 июля 2006 года вышел в свет полноформатный альбом «The Invented Pain», который был весьма успешен в латиноамериканских странах и на Родине. Далее последовало множество выступлений, но из-за внутренних разногласий осенью 2006 года коллектив покинул лидер и основатель — Enoth. Группа существовала без него, но недолго: дав последний концерт 5 января 2008 года, группа Tacit Fury закончила своё существование.
Московский период
В сентябре 2010 года лидер группы — Enoth решил возродить коллектив. Он уже перебрался из Волгограда в Москву и поучаствовал в различных столичных коллективах в качестве гитариста, но своё детище бросать и не думал. Быстро были найдены подходящие музыканты и задан новый вектор в музыкальном творчестве. Группа резко сменила направленность с мелодичного симфонического дум-дэта на жёсткий и злой дэт-метал, что и продемонстрировала на последующих альбомах. В середине 2012 года группа заключает контракт с крупнейшим российским метал-лейблом Fono Ltd. И если релиз «Horrors from Depth» от 17 августа 2012 года, который был записан на московской студии Gigant Records (Россия) и спродюсирован на Mana Recording Studio (USA), был переходным периодом для творчества группы, то альбом «A Social Berserker» стал ключевым этапом трансформации в музыкальном стиле группы.
Примечание о создании альбома «A Social Berserker»
Альбом примечателен тем, что был записан на, в своём роде, культовой студии звукозаписи Hertz Recording Studio в польском городе Белосток. Эта студия известна работами с такими группами как Behemoth, Vader, Decapitated, Hate и множеством других. Запись альбома была осуществлена в весьма короткий срок и составила всего 12 дней, и уже 18 марта 2014 года новый альбом был на прилавках.

## Дискография
Дэт-дум-метал период
- 2001 — Voice of Prophecy (Demo)
- 2002 — Imaginary Suffering (Full-length)
- 2006 — The Invented Pain (Full-length) «WitchCraft Records (American Line Prods)»

Дэт-метал период
- 2012 — Horrors from Depth (Full-length) «Fono Ltd»[1][2]
- 2014 — A Social Berserker (Full-length) «Fono Ltd»[3][4][5]

## Видео
- 2012 — Streets Of Rage на YouTube
- 2014 — Lacerated, Strangled, Impaled на YouTube

## Состав
| Актуальный состав - Dmitry "Enoth" — бэк-вокал, гитара (2001—2007, 2010-present) - Alexander "imidazo" — ударные (2010-present) - Alexey "German" — бэк-вокал, бас (2012-present) - Sergey "Devourer" — вокал (2015-present) | Бывшие участники - Sergey «Seroga» — бас (2010—2012) - Sergey «Hohl» — клавишные (2001—2008) - Ivan «Corpse» — бас (2001—2008) - Alexandr «Axel» — ударные (2001—2004, 2005—2008) - Vladimir «Cherep» — гитара (2001) - Mikhail — ударные (2004—2005) - Alexey «Wolf» — гитара (2004—2008) - Oleg — гитара (2003—2004) - Eugene «Angel» — вокал (2003—2005) - Nataha — вокал (2004—2005, 2006—2007) - Ludmila «Lucy» — вокал (2005) - Chuvak — вокал (2007—2008) - Nikita — гитара (2010) |